# Josh Okogie
Joshua Aloiye Okogie (* 1. September 1998 in Lagos) ist ein US-amerikanisch–nigerianischer Basketballspieler.

## Laufbahn
Okogie wurde im nigerianischen Lagos geboren und kam mit drei Jahren in die USA. Er besitzt die Staatsbürgerschaften Nigerias und der Vereinigten Staaten.
Okogie spielte an der Shiloh High School im US-Bundesstaat Georgia und erhielt Angebote mehrerer Hochschulen, darunter des Georgia Institute of Technology (Georgia Tech), Clemson University, University of Tennessee und Kansas State University. Er entschied sich für das Georgia Tech und gehörte von 2016 bis 2018 zu dessen Basketballmannschaft. In 61 Spielen kam Okogie auf Mittelwerte von 16,9 Punkten, 5,8 Rebounds, zwei Korbvorlagen und 1,5 Ballgewinnen. Im Mai 2018 verließ er Georgia Tech, um künftig als Berufsbasketballspieler tätig zu sein.
Beim Draft-Verfahren der NBA im Juni 2018 sicherten sich die Minnesota Timberwolves an insgesamt 20. Stelle die Dienste Okogies. Er blieb vier Jahre in Minnesota, bestritt 244 Hauptrundenspiele, in denen er im Schnitt auf 6,4 Punkte kam. Im Juli 2022 nahmen ihn die Phoenix Suns unter Vertrag.
Okogie wurde im Januar 2025 im Tausch gegen Nick Richards zu den Charlotte Hornets transferiert. Nach Ablauf seines Vertrags unterzeichnete Okogie einen Einjahresvertrag bei den Houston Rockets.

### Nationalmannschaft
2017 nahm Okogie mit der U19-Nationalmannschaft der Vereinigten Staaten an der Weltmeisterschaft in Ägypten teil und gewann dort die Bronzemedaille. Später spielte er für die Nationalmannschaft Nigerias, mit der er an den 2021 ausgetragenen Olympischen Sommerspiele 2020 in Tokio teilnahm.

## Karriere-Statistiken

### NBA

#### Hauptrunde
| Saison  | Team      | GP  | GS  | MPG  | FG % | 3P % | FT % | RPG | APG | SPG | BPG | PPG |
| ------- | --------- | --- | --- | ---- | ---- | ---- | ---- | --- | --- | --- | --- | --- |
| 2018–19 | Minnesota | 74  | 52  | 23.7 | .386 | .279 | .728 | 2.9 | 1.2 | 1.2 | 0.4 | 7.7 |
| 2019–20 | Minnesota | 62  | 28  | 25.0 | .427 | .266 | .796 | 4.3 | 1.6 | 1.1 | 0.4 | 8.6 |
| 2020–21 | Minnesota | 59  | 37  | 20.3 | .402 | .269 | .769 | 2.6 | 1.1 | 0.9 | 0.5 | 5.4 |
| 2021–22 | Minnesota | 49  | 6   | 10.5 | .404 | .298 | .686 | 1.4 | 0.5 | 0.5 | 0.2 | 2.7 |
| 2022–23 | Phoenix   | 72  | 26  | 18.8 | .391 | .335 | .724 | 3.5 | 1.5 | 0.8 | 0.5 | 7.3 |
| 2023–24 | Phoenix   | 60  | 11  | 16.0 | .417 | .309 | .745 | 2.6 | 1.1 | 0.8 | 0.4 | 4.6 |
| Gesamt  | Gesamt    | 376 | 160 | 19.5 | .402 | .293 | .748 | 3.0 | 1.2 | 0.9 | 0.4 | 6.3 |

### Playoffs
| Saison  | Team      | GP | GS | MPG  | FG % | 3P % | FT % | RPG | APG | SPG | BPG | PPG |
| ------- | --------- | -- | -- | ---- | ---- | ---- | ---- | --- | --- | --- | --- | --- |
| 2021–22 | Minnesota | 1  | 0  | 2.0  | —    | —    | —    | 0.0 | 0.0 | 0.0 | 0.0 | 0.0 |
| 2022–23 | Phoenix   | 10 | 5  | 17.5 | .378 | .143 | .846 | 2.1 | 1.3 | 0.6 | 0.2 | 4.1 |
| 2023–24 | Phoenix   | 4  | 0  | 7.3  | .556 | .333 | .500 | 1.0 | 0.5 | 0.5 | 0.0 | 3.5 |
| Gesamt  | Gesamt    | 15 | 5  | 13.7 | .413 | .176 | .737 | 1.7 | 1.0 | 0.5 | 0.1 | 3.7 |